# Silvergrevillea
Silvergrevillea (Grevillea robusta) är ett snabbväxande träd som förekommer naturligt i östra Australien. Det hör till familjen proteaväxter (Proteaceae). Arten odlas som kulturväxt i många tropiska och subtropiska länder jorden runt.
Det är ett städsegrönt lövträd med parbladigt sammansatta blad. Bladen är således mörkgröna på ovansidan och ljust silverhåriga på undersidan, därav de folkliga namnen både på svenska och engelska (Australian silvery oak). Bladen kan bli upp till 30 cm långa. Småbladen är ojämnt smalflikiga vilket ger ett ormbunksliknande utseende.
Allan Cunningham beskrev och namngav arten.
Blommor och frukter av silvergrevillea innehåller en giftig vätecyanid. Även andra ämnen i växten kan ge en kontaktallergi.